# 奈特鎮區 (印地安納州范德堡縣)
奈特鎮區（英語：Knight Township）是位於美國印地安納州范德堡縣的一個行政鎮區。

## 地方資料
根據2010年美國人口普查的數據，奈特鎮區的面積為90.10平方千米，當中陸地面積為88.60平方千米，而水域面積為1.50平方千米。當地共有人口67945人，而人口密度為每平方千米754.11人。